# Apioplagiostoma carpinicola
Apioplagiostoma carpinicola är en svampart som först beskrevs av Franz Xaver von Höhnel, och fick sitt nu gällande namn av M.E. Barr 1978. Apioplagiostoma carpinicola ingår i släktet Apioplagiostoma och familjen Gnomoniaceae.   Inga underarter finns listade i Catalogue of Life.
I den svenska databasen Dyntaxa används istället namnet Gnomonia carpinicola för samma taxon.  Arten är reproducerande i Sverige.